# Gyôten Dake
Gyôten Dake är en bergstopp i Antarktis. Den ligger i Östantarktis. Norge gör anspråk på området. Toppen på Gyôten Dake är 2 056 meter över havet.
Terrängen runt Gyôten Dake är platt åt nordost, men åt sydväst är den kuperad. Trakten är obefolkad. Det finns inga samhällen i närheten.